# Edith Fellows
Edith Marilyn Fellows (20 de maio de 1923 — 26 de junho de 2011) foi uma atriz norte-americana, que se tornou uma estrela infantil na década de 1930. Mais conhecida por interpretar órfãos e garotas de rua, Fellows foi uma atriz expressiva com uma boa voz para cantar.